# Lingue tedesche superiori
Il tedesco superiore, in lingua tedesca Oberdeutsch, è una famiglia di dialetti della lingua alto-tedesca parlata principalmente in Germania, Svizzera, Austria ed Italia.

## Famiglia
- Francone orientale
- Francone meridionale
- Tedesco alemanno
  - Dialetto svevo
  - basso alemanno
    - alsaziano
    - Alemán Coloniero
    - tedesco di Basilea

  - Alemanno centrale
  - Hochalemannisch o alto alemanno
    - tedesco bernese
    - tedesco zurighese

  - Hegschtalemannisch
    - Walser

- Lingua bavarese
  - bavarese settentrionale
  - bavarese centrale
  - bavarese meridionale
  - Lingua cimbra
  - Lingua mochena
  - tedesco hutterita

In Svizzera si parlano diverse varianti dialettali del tedesco superiore; infatti mentre la lingua scritta è di solito il tedesco standard, nella lingua parlata si usa spesso una variante dialettale nota come svizzero-tedesco (Schweizerdeutsch).
Gruppi di parlanti dialetti del tedesco superiore si trovano anche in Brasile e in Venezuela.